# New York Post
Il New York Post è un quotidiano statunitense fondato nel 1801. Dal 1993 appartiene al gruppo News Corp di Rupert Murdoch, ed è il sesto giornale USA per tiratura. Gestisce anche il nypost.com, il sito di gossip di celebrità PageSix.com e il sito di intrattenimento Decider.com.

## Storia

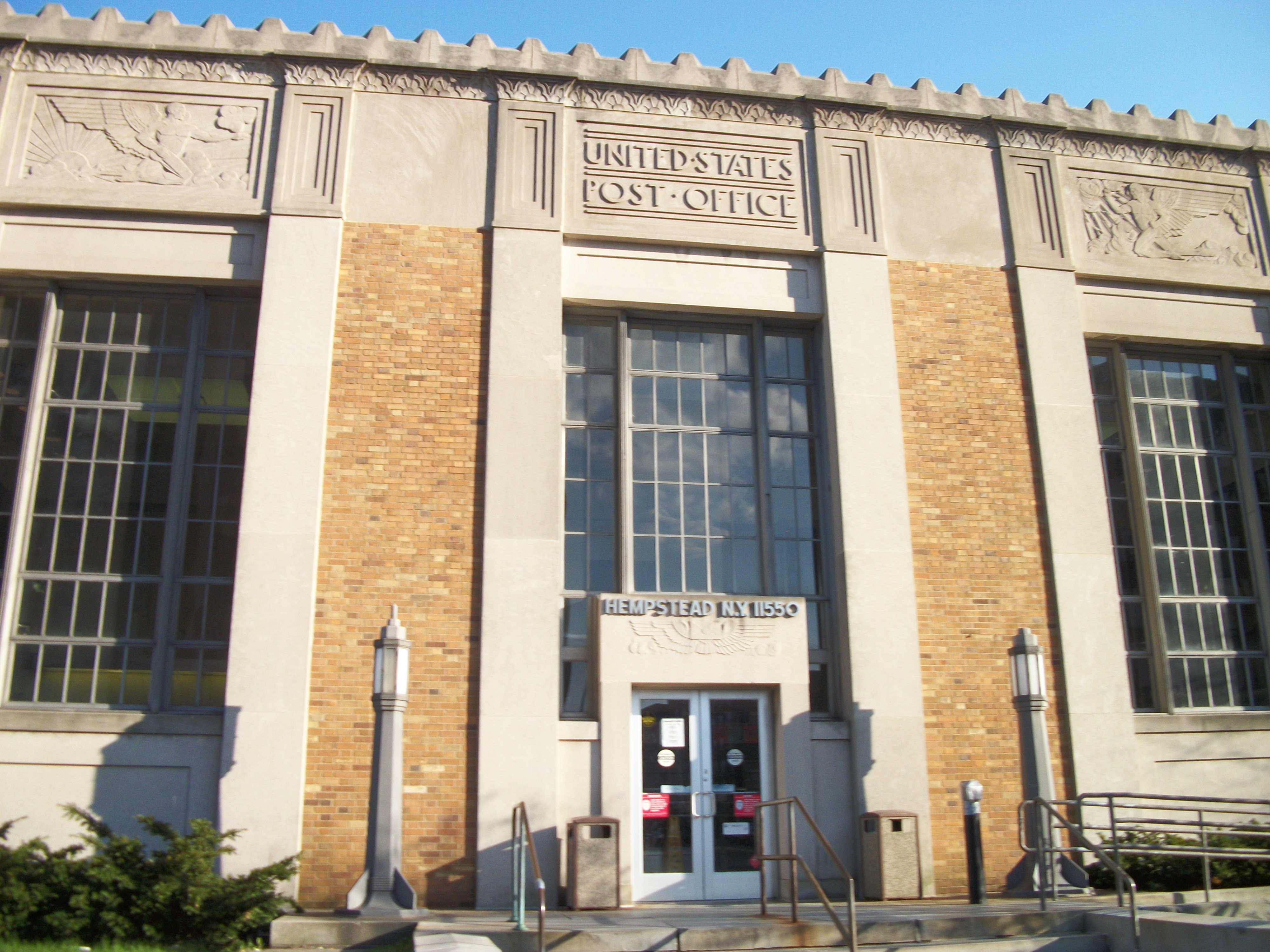
Le porte anteriori dell'edificio storico nel villaggio di Hempstead, New York.

Il quotidiano fu fondato nel 1801 come broadsheet dal titolo New-York Evening Post, da parte di Alexander Hamilton e con 10.000 dollari di un gruppo di investitori, tra i quali i membri del Partito Federalista Robert Troup e Oliver Wolcott. Il primo direttore fu William Coleman, ed il primo numero uscì il 16 novembre 1801. Sotto la direzione di William Cullen Bryant, nel 1864, il Post ricevette le lodi del filosofo ed economista John Stuart Mill.
Nel 1881 il giornale passò in mano di Henry Villard, nel 1897 al figlio Oswald Garrison Villard, membro fondatore sia della National Association for the Advancement of Colored People (NAACP) sia della American Civil Liberties Union (ACLU). Nel 1918 venne acquisito da Thomas Lamont, socio anziano della J.P. Morgan & Co., che incapace di far fronte ai problemi finanziari, lo cedette ad un consorzio di 31 investitori, guidati dal professore di Harvard Edwin F. Gay. Nel 1924 la proprietà passò a Cyrus H. K. Curtis, che fece tornare il giornale a supporto del Partito Repubblicano; nel 1934 il nuovo editore, J. David Stern, cambiò il titolo della testata in New York Post.
Dorothy Schiff acquisì il giornale nel 1939, con direttore il marito George Backer; dopo di lui vi fu James Wechsler nel 1949 e Paul Sann nel 1961.
Nel 1976 ne divenne proprietario la News Corporation di Rupert Murdoch per 30 milioni di dollari, che lo adattò a tabloid sensazionalistico. A causa delle limitazioni federali alle proprietà di mass media, Murdoch fu costretto a vendere il Post nel 1988, per 37,6 milioni di dollari, a Peter S. Kalikow che nel 1993 dichiarò bancarotta; il giornale passò allora a Steven Hoffenberg, poi ad Abe Hirschfeld per due settimane, ed infine il Post tornò di proprietà della News Corp.